# Ye Olde

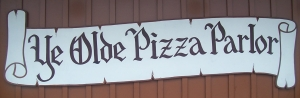
"Ye Olde Pizza Parlor", usando una construcción pretendidamente anacrónica.

«Ye olde» es una construcción o eslogan del inglés moderno temprano, originariamente usado para evocar una conexión entre un lugar o negocio y la Alegre Inglaterra o la Edad Media. El término está documentado desde el año 1896. Se sigue utilizando hoy en día, aunque frecuentemente de manera irónica, anacrónica, o kitsch.

## Historia

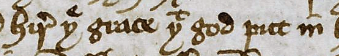
"...by y^{e} grace y^{at} god put... " ("... por la gracia que Dios cencedió.. ."). Extracto de The Boke de Margery Kempe, donde se aprecia el uso de ye.

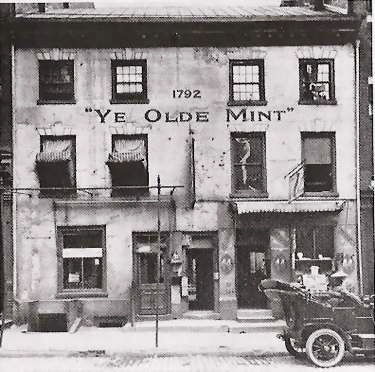
El antiguo edificio de la Casa de la Moneda de Filadelfia, en 1908

El uso del término ye como artículo determinado proviene del inglés moderno temprano, en el que se escribía þe, usando la letra thorn, ⟨þ⟩ . Durante la época de los Tudor, la abreviatura de amanuense para þe era þͤ o þᵉ ; en este caso, la letra ⟨þ⟩ se combina con la letra ⟨e⟩. Con la llegada de la impresión de tipo de letra, la sustitución de ⟨Þ⟩ por ⟨y⟩ se volvió una práctica común, lo que extendió el uso de  ye como en "Ye Olde Curiositie Shoppe"; el principal motivo fue la existencia del carácter ⟨y⟩ en los tipos de letras góticas que William Caxton y sus contemporáneos importaron de Bélgica y los Países Bajos, mientras que ⟨Þ⟩ no se encontraba disponible, evolucionando a  (yͤ), así como y e. El uso del carácter ⟨y⟩ en sustitución de la letra thorn cayó en desuso cuando se adoptó el dígrafo ⟨th⟩ en su lugar. 